# 今岡陵
今岡 陵（いまおか りょう）は、日本のエンジニアで、セキュリティ研究者。
サイバーセキュリティ研究団という、多数の技術者を擁し、実践をメインとし技術力向上を目的とした、セキュリティ研究グループ、IT技術検証チーム(団体)を立ち上げ、その技術力を活かしてゼロディ脆弱性を発見し報告するなどして活動、セキュリティ分野に貢献している。

## 略歴
兵庫県生まれ、神戸市育ち、東京都在住。
大学卒業後、ネットワークとセキュリティの技術研究を始める。
大手企業でセキュリティ業務(脆弱性診断、ペネトレーションテスト)に従事。

## 実績
1. 複数のエレコム製 LAN ルーターにおける複数の脆弱性 https://jvndb.jvn.jp/ja/contents/2021/JVNDB-2021-000108.html
2. Cisco Catalyst 2940 シリーズ スイッチにおけるクロスサイトスクリプティングの脆弱性  https://jvndb.jvn.jp/ja/contents/2022/JVNDB-2022-000044.html
3. 複数のエレコム製 LAN ルーターに複数の脆弱性 https://scan.netsecurity.ne.jp/article/2021/12/02/46741.html https://www.excite.co.jp/news/article/Scannetsecurity_46741/
4. Cisco Catalyst 2940 シリーズ スイッチにXSSの脆弱性、サポート終了後も製品流通続く  https://scan.netsecurity.ne.jp/article/2022/06/16/47741.html https://www.excite.co.jp/news/article/Scannetsecurity_47741/